# Stazione di San Donnino
Stazione di San Donnino vasútállomás Olaszországban, Campi Bisenzio településen.

## Vasútvonalak
Az állomást az alábbi vasútvonalak érintik:
- Pisa–Firenze-vasútvonal

## Kapcsolódó állomások
A vasútállomáshoz az alábbi állomások vannak a legközelebb:
- Stazione di Lastra a Signa (Stazione di Pisa Centrale)
- Stazione di Le Piagge (Stazione di Firenze Santa Maria Novella)
- Stazione di Signa (Stazione di Pisa Centrale)